# Dadadakallahalli, Mysore
Dadadakallahalli là một làng thuộc tehsil Mysore, huyện Mysore, bang Karnataka, Ấn Độ.